# Ромеро Сотело, Мигель
Миге́ль Роме́ро Соте́ло (исп. Miguel Romero Sotelo; род. 5 июля 1947, Breña District, Лима) — перуанский государственный и политический деятель. По образованию архитектор, занимает должность мэра Лимы с 9 мая 2022 года. В 2014 году вступил в партию «Народное действие».

## Биография
Родился и вырос в Бренье. Окончил Национальный инженерный университет. Имеет степень магистра территориального планирования и экологического менеджмента Барселонского университета и степень магистра высшего образования в Университете Сан-Игнасио-де-Лойола. Позже работал преподавателем в нескольких университетах Перу, а с 2000 по 2002 год занимал должность декана Колледжа архитекторов. Также является основателем дизайнерской и архитектурной компании Corsuyo.

### Политическая карьера
Первой политической должностью стало назначение олдерменом муниципального управления Лимы с 1999 по 2002 год. Занимал должность заместителя министра жилищного строительства и градостроительства в периоды с 2002 по 2003 год и с 2011 по 2012 год.
В 2018 году был избран заместителем мэра Хорхе Муньоса от партии «Народное действие». 1 января 2019 года Хорхе Муньос и Мигель Ромеро Сотело были приведены к присяге на соответствующие должности в Magic Water Circuit. На церемонии присутствовал бывший президент Мартин Вискарра. 27 апреля 2022 года Национальное избирательное жюри Перу объявило об отстранении от должности действующего мэра Лимы Хорхе Муньоса за то, что он входил в совет директоров государственной компании во время пребывания в должности, а Мигель Ромеро Сотело стал новым мэром города.

### Мэр Лимы
Вступил в должность 9 мая 2022 года и должен работать до конца года. На церемонии приведения к присяге присутствовал бывший мэр Лимы Хорхе Муньос, председатель конгресса Марикармен Альва и заместитель мэра Лимы Кирос Паласиос. Мигель Ромеро Сотело сказал во время церемонии: «Судьба позволила мне вступить в должность и продолжать работу в муниципальной администрации. Времени мало, граждане ждут только результатов. В предстоящие восемь месяцев наша цель — продолжать реализовывать необходимые проекты для улучшения качества жизни людей».